# Ascogaster tegularis
Ascogaster tegularis är en stekelart som beskrevs av Szepligeti 1905. Ascogaster tegularis ingår i släktet Ascogaster och familjen bracksteklar. Inga underarter finns listade.